# Upplands runinskrifter 797
Upplands runinskrifter 797 är en vikingatida runsten av blågrå granit i Nyby, Sparrsätra socken och Enköpings kommun. 
Runstenen är 1,68 meter hög och 1,8 meter bred. Runhöjden är 9-10 centimeter. Runinskriften är inte signerad, men är av allt att döma ristad av Livsten.

## Inskriften
Translitterering av runraden:
§P + yar + yk + kari + litu + akua ... ...s... ...(u)(s)-(e)(k)-(l) + faþur sen 
§Q + yar + yk + kari + litu + akua ... ...s... ... (u)(s)-(e)(k)-(l) + faþur sen
Normalisering till runsvenska:
§P Øyarr(?) ok Kari letu haggva ... ... ... faður sinn. 
§Q Varr(?) ok Kari letu haggva ... ... ... Os[n]ik[i]n(?), faður sinn.
Översättning till nusvenska:
Öjar ok Kåre läto hugga . . . sin fader.